# Basili Curtici
Basili Curtici o Curtices (Βασίλειος Κουρτίκιος/Κουρτίκης, Vassílios Kurtíkios/Kurtikis; fl. 1077-ca. 1105) fou un aristòcrata i comandant militar romà d'Orient durant el regnat d'Aleix I Comnè.

## Biografia

### Joventut i carrera
No se sap gaire cosa sobre la joventut de Curtici. La nissaga dels Curticis, d'origen armeni, és esmentada a l'Imperi Romà d'Orient a partir de la darreria del segle ix. El mateix Basili provenia d'Adrianòpolis i era cosí de Jordi Paleòleg.
Curtici és esmentat per primera vegada el 1077 en el context de la revolta de Nicèfor Brienni el Vell, on es distingí en la presa de Trajanòpolis pels rebels. Després de la derrota de Brienni contra les tropes imperials menades per Aleix Comnè (futur emperador entre el 1081 i el 1118) a la batalla de Calaura, Curtici s'acollí a l'amnistia oferta per l'emperador Nicèfor III Botaniates. (r. 1078-1081) i passà a servei de l'emperador. En poc temps ja lluitava a les ordres d'Aleix Comnè contra un altre general revoltat, Nicèfor Basilaces, i capturà el germà de Basilaces en la batalla que posà fi a la rebel·lió.
El 1080, Curtici participà en una campanya contra el general revoltat Nicèfor Melissè. Juntament amb el seu cosí, Jordi Paleòleg, fou situat sota el comandament de Joan, un cortesà eunuc incompetent que es negava a escoltar els seus consells. Tanmateix, Joan no trigà gaire a espaordir-se davant dels atacs constants dels turcs i deixà l'exèrcit en mans de Paleòleg. Aquest últim reeixí a redreçar la situació, però Joan els culpà a tots dos a la cort, així que foren culpats de la derrota quan tornaren a Constantinoble.

### Sota Aleix I Comnè
El 1083, Curtici participà en la campanya d'Aleix contra els italonormands a Tessàlia. A la primavera del 1087, provà de barrar el pas als petxenegs a Tràcia i, durant la campanya estival d'aquell mateix any contra els petxenegs, Aleix l'escollí com un dels seus sis guàrdies de cos. Curtici probablement romangué al costat d'Aleix durant les campanyes dels següents dos anys contra els petxenegs. Quan Aleix deixà l'exèrcit per anar a Constantinoble a la tardor del 1090, Curtici i Nicolau Maurocatacaló es quedaren com a comandants conjunts de les tropes amb ordres de tornar a fortificar les viles dels Balcans i preparar la campanya de l'any vinent.
Curtici fou enviat com a ambaixador al soldà seljúcida, Màlik-Xah I (r. 1071-1092) per mirar de negociar-hi una aliança matrimonial. Ara bé, quan encara no havia arribat a la cort seljúcida, descobrí que el soldà havia mort i hagué de fer marxa enrere. Malgrat la gran estima i aparent confiança que li tenia Aleix, la implicació de Curtici en el complot frustrat dels germans Anemàs conduí a la seva detenció, humiliació pública i empresonament. A més a més, li confiscaren les possessions. No se'n sap res més.